# 德沃里奇内
49°51′8″N 37°44′0″E / 49.85222°N 37.73333°E
德沃里奇内（烏克蘭語：Дворічне）是位于乌克兰东北部的一个乡村居民点，由哈尔科夫州下属庫皮揚斯克區的德沃里奇纳市镇管辖。该村面积3.4平方公里，战前人口326人，人口密度每平方公里95.88人，自2022年9月起成为俄乌战争前线至今。

## 地理
德沃里奇内村位于上德沃里奇纳河、下德沃里奇纳河与奥什基尔河交汇处上游约2公里的奥什基尔河左岸，下游毗邻赫里亚尼基夫卡村，对岸就是德沃里奇纳镇中心。村子周围环绕着大片橡树林与松树林，北侧紧挨着奥什基尔河左岸的一条小支流塔维詹卡河，上游不远处就是塔维詹卡村。本村还有铁路穿过，乌克兰南方铁路局德沃里奇纳站即位于本村，为附近整个地区唯一的火车站。

## 历史
本村始建于1825年，在苏联政府于1932-1933年对乌克兰人民实施的种族灭绝中，成为受害村庄之一，人口严重减少。
根据2020年行政区划改革方案，2020年6月12日，本村划归德沃里奇纳市镇。同年7月17日，原德沃里奇纳区解散，本村随德沃里奇纳市镇一同划入哈尔科夫州庫皮揚斯克區。
在俄乌战争中，本村于2022年2月24日被俄军占领，同年9月25日从侵略者手中获得解放，但仍位于两军对峙前线，村子的控制权多次易手，直至2023年2月4日，乌军被迫从村西外围撤出，本村一部再次陷落，2月8日俄军再次向前推进，至10日本村再次完全落入敌手，但因仍持续处于前线，故不断遭受炮击至今。

## 经济
本村有一个电梯制造厂（2021年已倒闭）

## 社区公共设施
港口学院

## 名人
彼得羅·皮薩列夫斯基（1820-1871）生于本村，为乌克兰诗人、滑稽诗歌和寓言作家。